# فيلا آليمانا
فيلا آليمانا (بالإسبانية: Villa Alemana)‏ هي مدينة في إقليم فالبارايسو في تشيلي.
يبلغ عدد سكانها حوالي 94,802 نسمة.

## توأمة
لفيلا آليمانا اتفاقيات توأمة مع:
- بيت لحم

## أعلام
- حزقيال لويس مارتينيز
- هيرنان رافو
- دانيلو أريتا